# لایوپرسون
لایوپرسون (انگلیسی: LivePerson) شرکت نرم‌افزار آمریکایی است، که در سال ۱۹۹۵ تأسیس شد.